# Кальварія Жмудська
```

```

Кальварія Жмудська або Жемайчіу-Кальварія (лит. Žemaičių Kalvarija, жумуд. Žemaitiu Kalvarėjė) — містечко Плунгеського району Тельшяйського повіту в Жмуді, Литва.

## Великий церковний фестиваль Кальварії Жмудської
Великий церковний фестиваль Кальварії Жмудської проходить щороку в червні. У місті є 21 Станція Хреста. Це дуже важливий обряд для католицької церкви, він повинен часто проводитись. Це один з найважливіших паломницьких маршрутів для католиків. Цей фестиваль започатковано у 1742 році, а його основним опікуном і прихильником є Папа Римський.
Під час фестивалю є молодіжні дні. Багато подій фестивалю можуть слугувати духовним потребам молодих людей. Відправляються  спеціальні Меси, частина з них присвячена молоді та дітям.
Фестиваль приваблює безліч туристів зі Жмуді і Литви, багато католицьких громад Литви організувують поїздки для своїх парафіян. З 2004 року фестиваль відвідує більше туристів і прочан з ЄС, особливо з Польщі, Німеччина і Іспанія а також Росії та України.

## Світлини

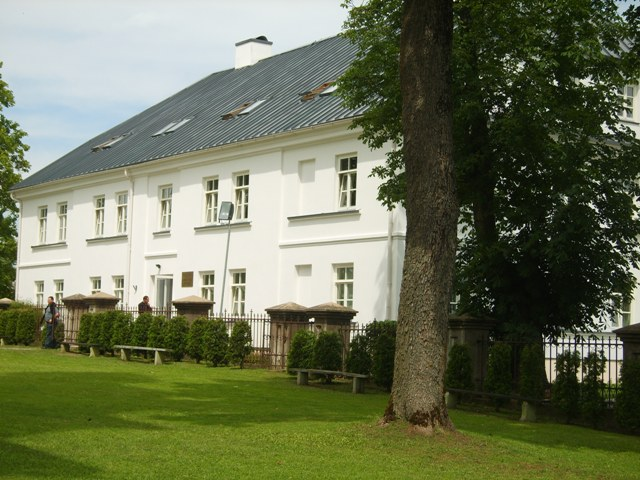
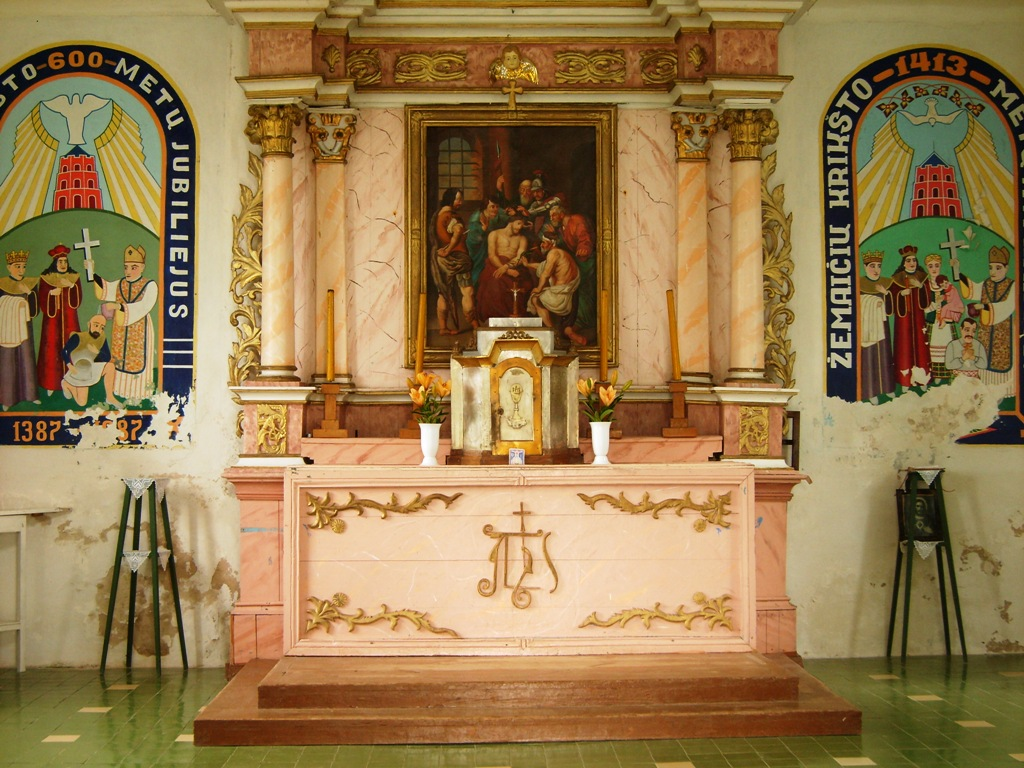
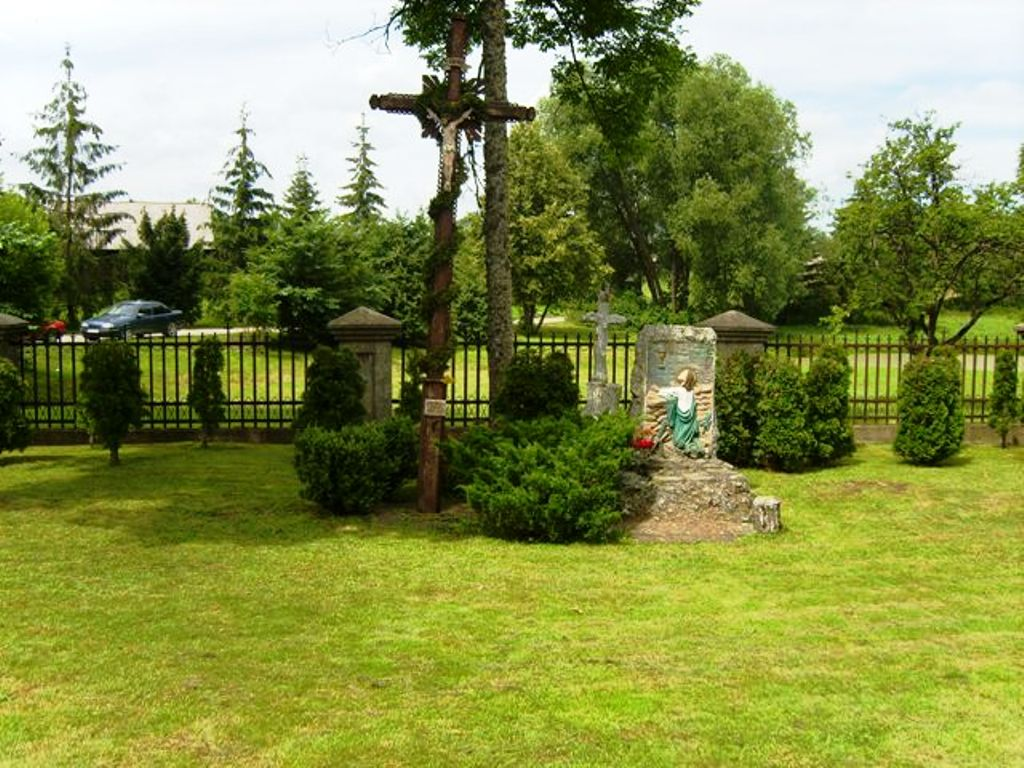
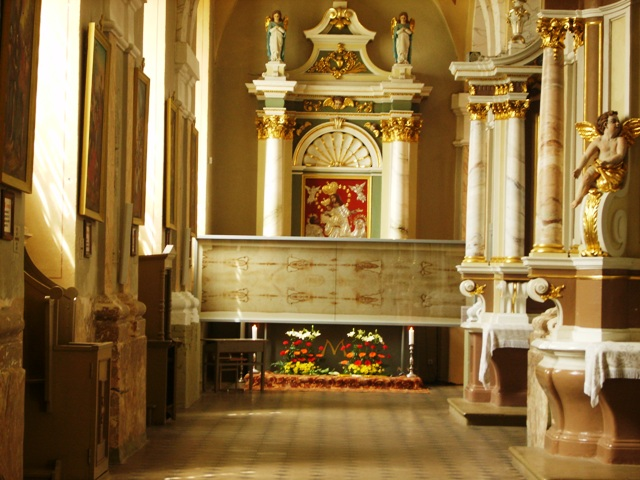
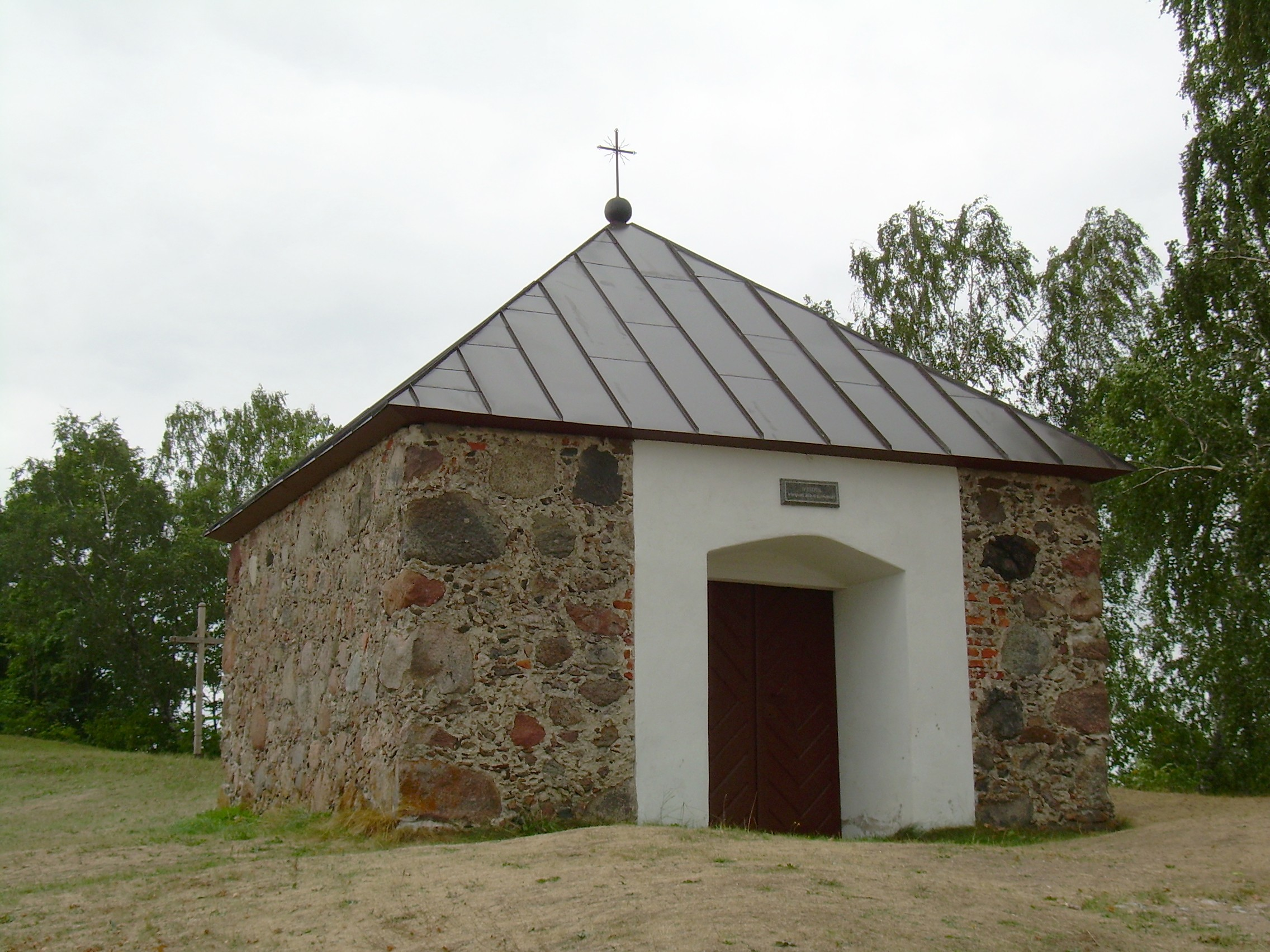
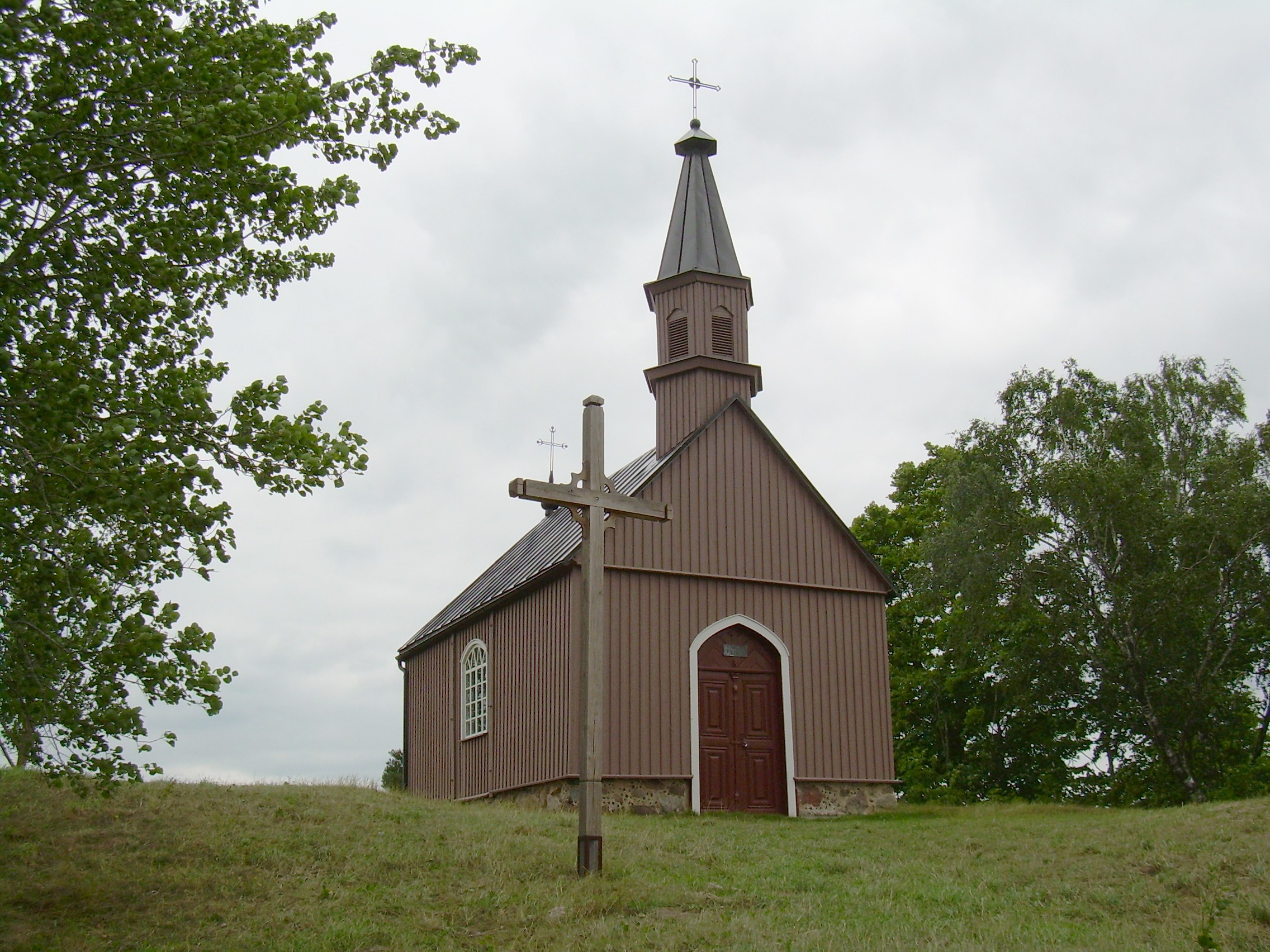
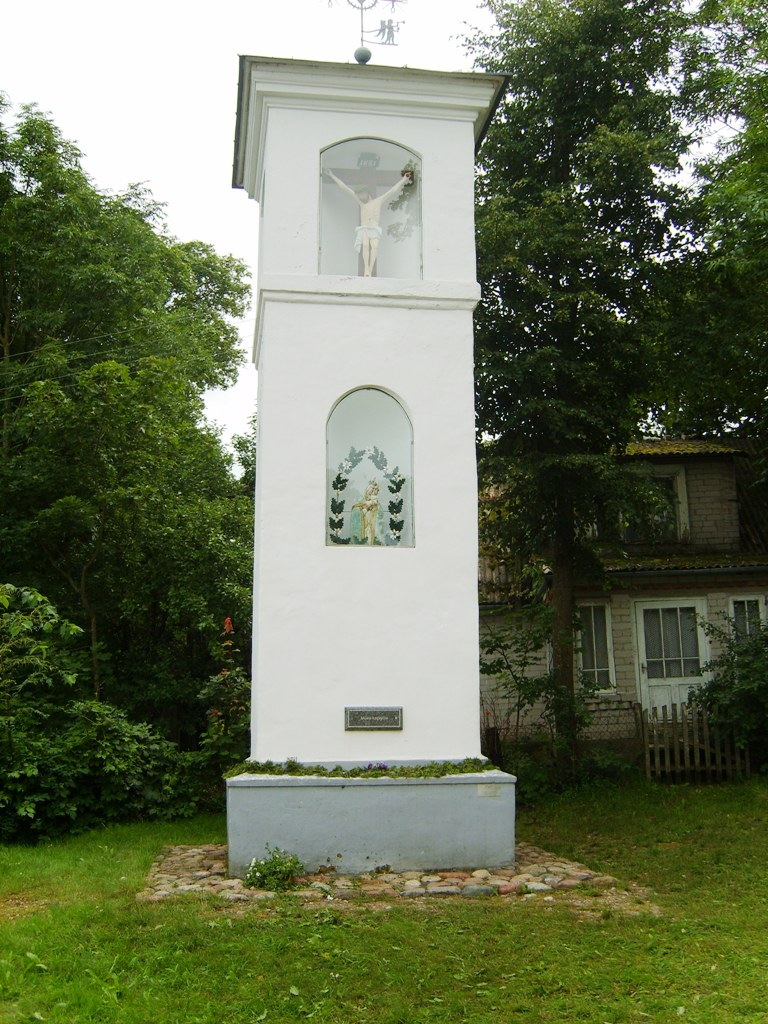

## Населення
| Динаміка населення з 1833 по 2011 |          |          |          |          |          |          |      |
| 1833                              | 1865     | 1895     | 1923пер. | 1959пер. | 1970пер. | 1979пер. | 1983 |
| 500                               | 357      | 483      | 713      | 631      | 668      | 714      | 704  |
| 1987                              | 2001пер. | 2011пер. | -        | -        | -        | -        | -    |
| 738                               | 798      | 696      | -        | -        | -        | -        | -    |
| Гістограма динаміки населення     |          |          |          |          |          |          |      |